# Hurricanes de la Caroline
Les Hurricanes de la Caroline, en anglais Carolina Hurricanes (également surnommé Canes), sont une franchise professionnelle de hockey sur glace d'Amérique du Nord. L'équipe est basée à Raleigh en Caroline du Nord et joue ses matchs à domicile au Lenovo Center depuis leur déménagement en 1997. Ils font partie de la Ligue nationale de hockey (également désignée par le sigle LNH), et s'alignent dans la division Métropolitaine de l'association de l'Est.
La franchise est créée en 1971 sous le nom des Whalers de la Nouvelle-Angleterre jouant alors dans l'Association mondiale de hockey (AMH). Ils font partie des quatre équipes absorbées par la LNH lorsque l'AMH cessent ses activités en 1979, ils prennent le nom de Whalers de Hartford. L'équipe déménage en Caroline du Nord en 1997, prenant son nom actuel d'Hurricanes de la Caroline. 
Les Hurricanes atteignent pour la première fois la finale de la Coupe Stanley en 2002 mais échouent face au Red Wings de Détroit. Ils remportent le trophée en 2006 contre les Oilers d'Edmonton.

## Histoire de la franchise

### Les Whalers
Les débuts de la franchise remonte à 1971 année, où l’Association mondiale de hockey accorde à Hartford une équipe qui prend le nom de Whalers de la Nouvelle-Angleterre. En tant qu’une des équipes les plus stables de l’AMH avec les Oilers d'Edmonton, les Nordiques de Québec et les Jets de Winnipeg, les Whalers rejoignent la Ligue nationale de hockey lorsque l’AMH est forcée de cesser ses activités. Les Bruins de Boston, faisant partie de la LNH depuis bien plus longtemps et résidant également en Nouvelle-Angleterre, ils font pression pour que l’équipe change de nom et les Whalers de Hartford voient le jour. La nouvelle version des Whalers n’atteint jamais le niveau de l’équipe de l’AMH.
En mars 1997, le propriétaire des Whalers, Peter Karmanos (en), annonce qu’à partir de la saison prochaine, les Whalers ne joueraient plus dans le Connecticut. En effet, l’équipe est alors incapable de négocier l’acquisition d’une nouvelle patinoire dans la ville de Hartford. La décision de la nouvelle direction de l’équipe est dévoilée le 6 mai : les Whalers joueront dans le futur dans le Research Triangle de la Caroline du Nord et le nouveau centre du Entertainment and Sports Arena à Raleigh et l’équipe prendra le nom des Hurricanes de la Caroline.

### Les Hurricanes

#### Les débuts
Le déménagement a été si soudain et du fait que l’équipe devait participer dès la saison suivante à la saison régulière, le propriétaire de la franchise a dû décider tout seul du nom de la franchise sans réaliser le concours traditionnel dans la LNH pour décider du nom d’une équipe.
L’ESA n’est pas encore opérationnel et ne l'est pas avant deux ans et la seule patinoire de hockey disponible dans la région est le Dorton Arena, salle âgée de 45 ans et avec 5 100 places pour les spectateurs. La salle n’étant pas adaptée aux matchs de la LNH, l’équipe est alors forcée d’aller jouer ses matchs « domicile » à Greensboro qui se situe à 90 minutes de Raleigh pour ses deux premières saisons en tant qu’Hurricanes. Les Monarchs de la Caroline de la Ligue américaine de hockey sont alors obligés de jouer ailleurs leur match.
La salle du Greensboro Coliseum avec 20 800 places, est alors à ce moment la salle de hockey de la LNH avec le plus de places mais cela dessert plus les Canes qu’autre chose, puisqu’ils sont incapables de remplir la salle : leurs fans ne faisant pas l’effort de faire 90 minutes de transport pour venir les voir jouer et les fans locaux n’ayant toujours pas digéré l’augmentation du prix du billet dû au passage des Monarchs de l’ECHL à la LAH en 1995. La moyenne de spectateurs étant inférieure à 10 000 personnes, l’opération est selon l’aveu de Karmanos une erreur.
En 1998-1999, les Canes parviennent à attirer une moyenne de 12 000 personnes. Au sein de l’équipe, l’ancien joueur des Whalers, double vainqueur en 1991 et saison 1991-1992 de la LNH de la Coupe Stanley avec les Penguins de Pittsburgh, Ron Francis est de retour, il est associé à Keith Primeau et sa trentaine de buts et Gary Roberts récolte 178 minutes de pénalités. L’équipe remporte alors la première place de la division Sud-Est avec huit points d’avance sur les seconds et accède pour la première fois depuis 1992 aux séries éliminatoires. Les Hurricanes perdent au premier tour contre les Bruins de Boston et le mauvais sort frappe l’équipe alors que le défenseur, Steve Chiasson, décède suite un accident alors qu’il était sous l’empire de l’alcool.

#### Les débuts dans l’ESA
Au début de la saison 1999-2000, les Hurricanes peuvent enfin leur début dans leur nouvelle patinoire, l’ESA, mais les résultats ne suivent pas et ils ne parviennent pas à se qualifier pour les séries. En 2000-2001, l'équipe parvient à se hisser à la huitième et dernière place qualificative pour les séries de l’association de l’Est, volant cette dernière place aux Bruins. Les Devils du New Jersey champions en titre de la saison précédente finissent en tête de la conférence et éliminent les Hurricanes en six matchs. Ces derniers ont tout de même l’honneur de pousser la série en six matchs alors qu’ils sont menés trois matchs à zéros. Malgré la défaite 5 buts à 1, la foule acclame les joueurs de la Caroline.

#### La première finale de la Coupe Stanley
Les Canes font parler d’eux à l’échelle nationale pour la première fois lors des séries de 2002. Tout d’abord, ils gagnent le titre de la division en résistant à une charge de dernière minute des Capitals de Washington. Une nouvelle fois, les Hurricanes doivent affronter les Devils du New Jersey qui sont donnés favoris. À la surprise générale, les gardiens des Hurricanes, Arturs Irbe et Kevin Weekes, tiennent le coup face à l’attaque des Devils, parvenant à arracher deux matchs en prolongations et finalement passent le tour en six matchs. Au second tour, ils sont opposés aux Canadiens de Montréal menés par Saku Koivu qui fait un retour triomphant après avoir vaincu un cancer. Au cours du quatrième match de la série, les Canadiens mènent le match 2 à 1 et la victoire semble se profiler à la fin de la troisième pour le quatrième match consécutif. Mais c’est sans compter sur la volonté des Hurricanes qui parviennent à égaliser puis à gagner le match lors des prolongations par un but de Niclas Wallin. Finalement, les Hurricanes gagnent la série et parviennent pour la première fois de leur histoire à la finale de la conférence. Encore une fois, les Hurricanes ne partent pas favoris contre les Maple Leafs de Toronto et au cours du sixième match, malgré un retour des Leafs à 22 secondes de la fin du temps réglementaire, par l’intermédiaire de leur capitaine, Mats Sundin, les Hurricanes sortent gagnant de l’affrontement grâce à un but de Martin Gélinas.
L’équipe rencontre alors en finale de la Coupe Stanley les Red Wings de Détroit. Tout commence bien pour les Hurricanes avec une victoire en prolongation par un but de Ron Francis dès la première minute mais la réaction des Red Wings ne se fait pas attendre et ces derniers remportent les quatre matchs suivants. Les Hurricanes font tout ce qu’ils peuvent pour battre les Red Wings et au cours du troisième match, il faut trois prolongations pour voir Igor Larionov, inscrire le but de la victoire pour Detroit
Les lendemains sont moins festifs pour les Hurricanes : au cours des deux saisons les résultats ne suivent pas et par la même occasion, les fans attirés par les succès inattendus de l’équipe se désintéressent du hockey et l’affluence connaît une baisse significative. L’avantage de ces saisons ratées est comme bien souvent dans la LNH, le privilège de choisir dans les premiers lors des repêchages. Ainsi au cours du repêchage de 2003, les Hurricanes choisissent l’aîné d’une famille de joueurs talentueux de hockey sur glace : Eric Staal.
Dans le même temps, en décembre 2004, la direction de l’équipe décide de se séparer de l’ancien entraîneur des Whalers qui les accompagnait depuis tout ce temps, Paul Maurice. Il est alors remplacé par l’ancien entraîneur des Islanders de New York : Peter Laviolette. Weekes assure ce qu’il peut dans les buts de l’équipe mais la défense est faible. Le centre, Josef Vasicek est le meilleur buteur de l’équipe (19 buts), passeurs (26 aides à égalité avec le jeune Staal) et par conséquent également le meilleur pointeur (45 points).

#### La Coupe Stanley

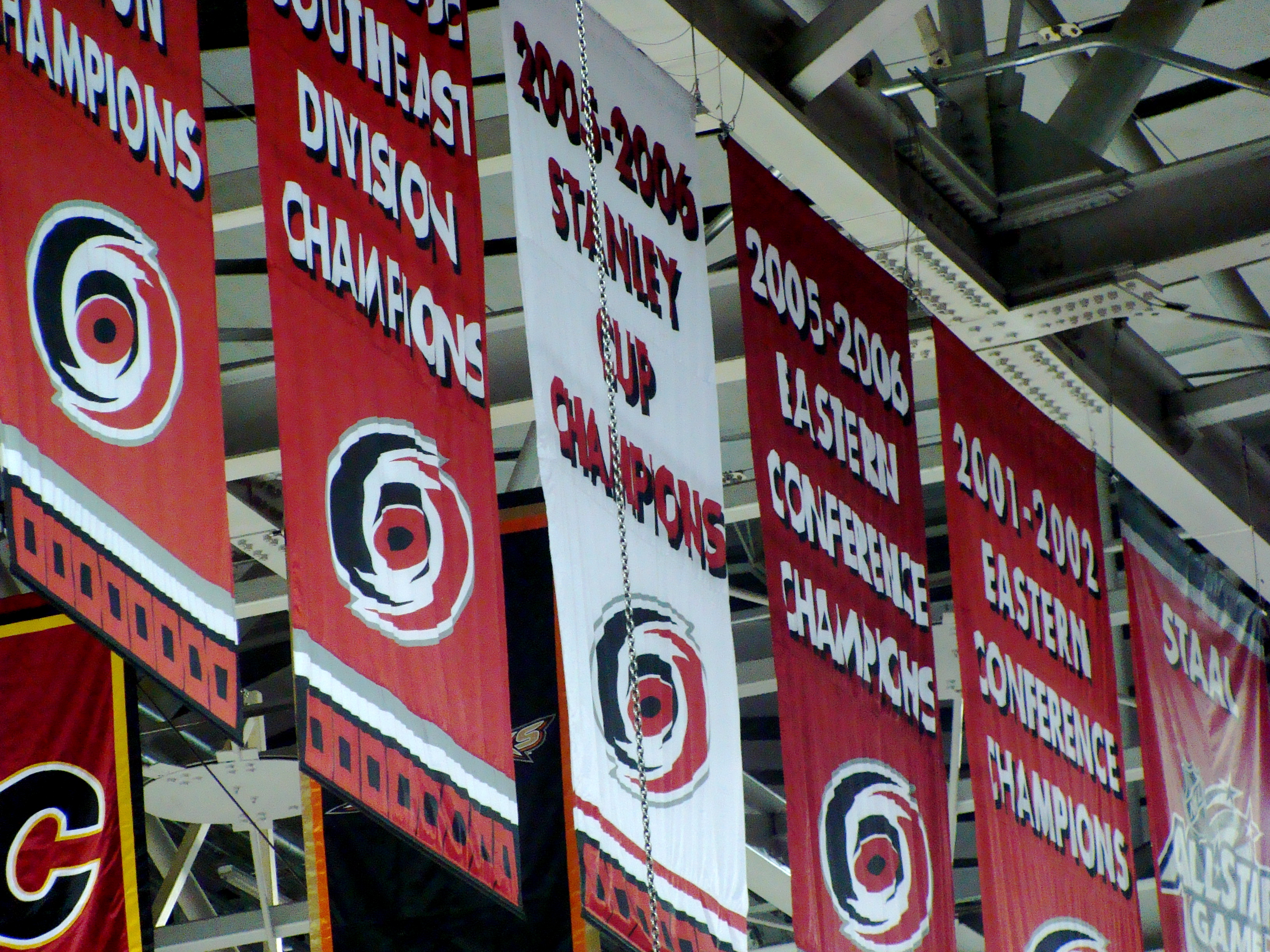
Les bannières des Hurricanes accrochés au PNC Arena, dont notamment la bannière de champion de la Coupe Stanley 2006.

La saison 2004-2005 de la LNH est annulée en raison d'un lock-out et les franchises de la LNH ne reviennent au jeu que pour la saison 2005-2006. L'équipe fait venir des vétérans comme Ray Whitney et Cory Stillman, champion avec le Lightning de Tampa Bay en 2004, alors que Jeff O'Neill, qui joue avec les Hurricanes depuis leurs débuts dans la Caroline, est échangé aux Maple Leafs de Toronto. L'équipe a deux nouveaux gardiens de but dans l'effectif : le Suisse Martin Gerber et le jeune Cam Ward, premier choix des Hurricanes en 2002, pour épauler Gerber.
Les Hurricanes causent la surprise lors de la saison régulière en terminant la saison avec une fiche de 52 victoires, 22 défaites et huit défaites en période de prolongation pour un total de 112 points ; il s'agit d'une amélioration de 36 points comparée à la saison précédente. Deuxièmes dans l'association de l'Est, les Canes affrontent les Canadiens de Montréal mais après deux matchs perdus, Gerber est remplacé par Ward. Les Hurricanes remportent les quatre matchs suivants et éliminent les Canadiens après un but en prolongation marqué lors du sixième match par Stillman. L'équipe affronte par la suite les Devils du New Jersey au second tour et parviennent à sortir ces derniers en cinq matchs.
En finale de l'association de l'Est, l'équipe est confrontée aux Sabres de Buffalo, qui ont fini à deux points des Hurricanes dans le classement de la saison régulière. Les deux équipes se disputent jusqu'au septième match où le but vainqueur est marqué par Rod Brind'Amour. Les Hurricanes atteignent pour la deuxième fois de leur histoire la finale de la Coupe Stanley.
Ils affrontent les Oilers d'Edmonton, huitième et dernière équipe qualifiée pour l'Association de l'Ouest. Les Hurricanes gagnent le premier match de la finale 5-4 après avoir été menés 3-0 puis Ward blanchit les Oilers lors du second match remporté 5-0 par les Canes. Les Hurricanes mènent la finale 3 matchs à 1 et ont la chance de remporter la Coupe lors du cinquième match mais les Oilers remportent les deux matchs suivants 4-3 en prolongation puis 4-0 et finalement la série se joue dans un septième et dernier match sur la glace des Hurricanes, le RBC Center, le 19 juin 2006. Les joueurs locaux l'emportent 3-1 et remportent la première Coupe Stanley de leur histoire. Ward remporte le trophée Conn-Smythe du meilleur joueur des séries éliminatoires. Il devient le premier gardien recrue à remporter ce trophée depuis Ron Hextall en 1987.
Il faut ensuite attendre la saison 2008-2009 pour voir les Hurricanes se qualifier pour les séries où ils atteignent atteindre la finale d'association qu'ils perdent 4 matchs à 0 contre les Penguins de Pittsburgh.

## Identité de l'équipe

### Les logos

Logo des Hurricanes de 1997 à 1999
Logo des Hurricanes depuis 1999

### Logos secondaires

Logo alternatif des Hurricanes de 1997 à 1999
Logo alternatif des Hurricanes de 1999 à 2018
Logo alternatif des Hurricanes depuis 2018

### Logos anniversaires

10e anniversaire des Hurricanes
20e anniversaire des Hurricanes
25e anniversaire des Hurricanes

## Les joueurs

### Joueurs

#### Effectif actuel
Cette section présente l'effectif actuel des Hurricanes.
| No    | Nom                  | Nat. | Position      | Arrivée                        | Salaire        |
| ----- | -------------------- | ---- | ------------- | ------------------------------ | -------------- |
| +031, | Frederik Andersen    |      | Gardien       | 2021 - Agent libre             | +04 500 000, $ |
| +032, | Antti Raanta         |      | Gardien       | 2021 - Agent libre             | +02 000 000, $ |
| +052, | Piotr Kotchetkov     |      | Gardien       | 2019 - Repêchage               | +00842 500, $  |
| +005, | Jalen Chatfield      |      | Défenseur     | 2021 - Agent libre             | +00762 500, $  |
| +008, | Brent Burns          |      | Défenseur     | 2022 - Sharks de San José      | +05 280 000, $ |
| +015, | Dylan Coghlan        |      | Défenseur     | 2022 - Golden Knights de Vegas | +00762 500, $  |
| +022, | Brett Pesce          |      | Défenseur     | 2013 - Repêchage               | +04 025 000, $ |
| +044, | Calvin de Haan       |      | Défenseur     | 2022 - Agent libre             | +00850 000, $  |
| +051, | Jake Gardiner        |      | Défenseur     | 2019 - Agent libre             | +04 050 000, $ |
| +074, | Jaccob Slavin – A    |      | Défenseur     | 2012 - Repêchage               | +05 300 000, $ |
| +076, | Brady Skjei          |      | Défenseur     | 2020 - Rangers de New York     | +05 250 000, $ |
| +011, | Jordan Staal – C     |      | Centre        | 2012 - Penguins de Pittsburgh  | +06 000 000, $ |
| +018, | Jack Drury           |      | Centre        | 2018 - Repêchage               | +00925 000, $  |
| +020, | Sebastian Aho – A    |      | Centre        | 2015 - Repêchage               | +08 454 000, $ |
| +021, | Derek Stepan         |      | Centre        | 2021 - Agent libre             | +00750 000, $  |
| +023, | Stefan Noesen        |      | Ailier droit  | 2021 - Agent libre             | +00762 500, $  |
| +024, | Seth Jarvis          |      | Centre        | 2021 - Repêchage               | +00894 167, $  |
| +026, | Paul Stastny         |      | Centre        | 2022 - Agent libre             | +01 500 000, $ |
| +037, | Andreï Svetchnikov   |      | Ailier droit  | 2018 - Repêchage               | +07 750 000, $ |
| +048, | Jordan Martinook – A |      | Ailier gauche | 2018 - Agent libre             | +01 800 000, $ |
| +067, | Max Pacioretty       |      | Ailier gauche | 2022 - Golden Knights de Vegas | +07 000 000, $ |
| +071, | Jesper Fast          |      | Ailier droit  | 2020 - Agent libre             | +02 000 000, $ |
| +073, | Ondřej Kaše          |      | Ailier droit  | 2022 - Agent libre             | +01 500 000, $ |
| +082, | Jesperi Kotkaniemi   |      | Centre        | 2021 - Canadiens de Montréal   | +04 820 000, $ |
| +086, | Teuvo Teravainen     |      | Ailier gauche | 2016 - Blackhawks de Chicago   | +05 400 000, $ |
| +088, | Martin Nečas         |      | Centre        | 2017 - Repêchage               | +03 000 000, $ |

#### Choix de premier tour
Chaque année et depuis 1963, les joueurs des ligues juniors ont la possibilité de signer des contrats avec les franchises de la LNH. Cette section présente les joueurs qui ont eu la chance d'être choisis par les Hurricanes lors du premier tour. Ces choix peuvent être échangé et ainsi, une année les équipes peuvent très bien ne pas avoir eu de choix du premier tour.
| Année | Nom du joueur             | Rang                      | Équipe mineure (ligue)                               |
| ----- | ------------------------- | ------------------------- | ---------------------------------------------------- |
| 1997  | Nikos Tselios             | 22e au total              | Bulls de Belleville (LHO)                            |
| 1998  | Jeff Heerema              | 11e au total              | Sting de Sarnia (LHO)                                |
| 1999  | Dave Tanabe               | 16e au total              | Badgers du Wisconsin (WCHA)                          |
| 2000  | Aucun                     | Aucun                     | Aucun                                                |
| 2001  | Igor Knyazev              | 15e au total              | Spartak de Moscou (Superliga)                        |
| 2002  | Cam Ward                  | 25e au total              | Rebels de Red Deer (LHOu)                            |
| 2003  | Eric Staal                | 2e au total               | Petes de Peterborough (LHO)                          |
| 2004  | Andrew Ladd               | 4e au total               | Hitmen de Calgary ([LHOu)                            |
| 2005  | Jack Johnson              | 3e au total               | Équipe des États-Unis (NAHL)                         |
| 2006  | Aucun                     | Aucun                     | Aucun                                                |
| 2007  | Brandon Sutter            | 11e au total              | Rebels de Red Deer (LHOu)                            |
| 2008  | Zach Boychuk              | 14e au total              | Hurricanes de Lethbridge (LHOu)                      |
| 2009  | Philippe Paradis          | 27e au total              | Cataractes de Shawinigan (LHJMQ)                     |
| 2010  | Jeff Skinner              | 7e au total               | Rangers de Kitchener (LHO)                           |
| 2011  | Ryan Murphy               | 12e au total              | Rangers de Kitchener (LHO)                           |
| 2012  | Aucun                     | Aucun                     | Aucun                                                |
| 2013  | Elias Lindholm            | 5e au total               | Brynas IF (Elitserien)                               |
| 2014  | Haydn Fleury              | 7e au total               | Rebels de Red Deer (LHOu)                            |
| 2015  | Noah Hanifin              | 5e au total               | Boston College (NCAA)                                |
| 2016  | Jake Bean Julien Gauthier | 13e au total 21e au total | Hitmen de Calgary (LHOu) Foreurs de Val d'Or (LHJMQ) |
| 2017  | Martin Nečas              | 12e au total              | HC Kometa Brno (Extraliga)                           |
| 2018  | Andreï Svetchnikov        | 2e au total               | Colts de Barrie (LHO)                                |
| 2019  | Ryan Suzuki               | 28e au total              | Colts de Barrie (LHO)                                |
| 2020  | Seth Jarvis               | 13e au total              | Winterhawks de Portland (LHOu)                       |
| 2021  | Aucun                     | Aucun                     | Aucun                                                |
| 2022  | Aucun                     | Aucun                     | Aucun                                                |
| 2023  | Bradly Nadeau             | 30e au total              | Vees de Penticton (BCHL)                             |

### Les joueurs du passé

#### Au temple de la renommée
Cette section présente les joueurs importants dans l’histoire des Hurricanes qui ont acquis une des plus belles récompense dans la LNH, l’accès au Temple de la renommée du hockey.
La franchise des Hurricanes étant une franchise relativement jeune, il n'y a pas réellement de joueur lié à la franchise qui fasse partie du Temple de la renommée. On peut tout de même citer Gordie Howe qui a joué trois saisons avec les Whalers de Hartford mais aura surtout connu son heure de gloire avec les Red Wings de Détroit. De même, Dave Keon n'a jamais joué pour les Hurricanes mais a joué six saisons avec les Whalers.
Paul Coffey est le seul membre du temple de la renommée à avoir joué deux saisons sous le maillot des Hurricanes même s'il faut préciser que ces deux saisons se situent dans la fin de sa carrière et qu'il n'aura pas eu un impact important sur l'équipe.

#### Les capitaines
| Période     | Nom du ou des joueurs        |
| ----------- | ---------------------------- |
| 1997-1998   | Kevin Dineen                 |
| 1998-1999   | Keith Primeau                |
| 1999-2004   | Ronald Francis               |
| 2005-2009   | Roderick Brind'Amour         |
| 2010-2016   | Eric Staal                   |
| 2016-2017   | aucun capitaine              |
| 2017-2018   | Justin Faulk et Jordan Staal |
| 2018-2019   | Justin Williams              |
| Depuis 2019 | Jordan Staal                 |

#### Numéros retirés
À l'heure actuelle, quatre anciens joueurs des Hurricanes ont vu leur numéro retirés.
| No  | Joueur               | Position  | Carrière  | Date du retrait |
| --- | -------------------- | --------- | --------- | --------------- |
| 2   | Glen Wesley          | Défenseur | 1987-2008 | 17 février 2009 |
| 10  | Ronald Francis       | Centre    | 1981-2004 | 28 janvier 2006 |
| 12  | Eric Staal           | Centre    | 2003-2016 | 12 janvier 2025 |
| 17  | Roderick Brind'Amour | Centre    | 1989-2010 | 18 février 2011 |
| 99* | Wayne Gretzky        | Centre    | 1978-1999 | 6 février 2000  |

* Numéro retiré pour toutes les équipes par la LNH lors du 50e Match des étoiles.

## Dirigeants

### Entraîneurs-chefs
| No | Nom                  | Engagement       | Départ           | Saison régulière | Saison régulière | Saison régulière | Saison régulière | Saison régulière | Saison régulière | Saison régulière | Séries éliminatoires | Séries éliminatoires | Séries éliminatoires | Séries éliminatoires | Remarques                       |
| No | Nom                  | Engagement       | Départ           | PJ               | V                | D                | N                | DP               | P                | % V              | PJ                   | V                    | D                    | % V                  | Remarques                       |
| -- | -------------------- | ---------------- | ---------------- | ---------------- | ---------------- | ---------------- | ---------------- | ---------------- | ---------------- | ---------------- | -------------------- | -------------------- | -------------------- | -------------------- | ------------------------------- |
| 1  | Paul Maurice         | 1995*            | 15 décembre 2003 | 522              | 207              | 219              | 80               | 16               | 510              | 48,9             | 35                   | 17                   | 18                   | 48,6                 | Finale de la Coupe Stanley 2002 |
| 2  | Peter Laviolette     | 15 décembre 2003 | 3 décembre 2008  | 323              | 167              | 122              | 6                | 28               | 368              | 57,0             | 25                   | 16                   | 9                    | 64,0                 | Coupe Stanley 2006              |
| 3  | Paul Maurice         | 3 décembre 2008  | 28 novembre 2011 | 246              | 116              | 100              | -                | 30               | 262              | 53,3             | 18                   | 8                    | 10                   | 44,4                 |                                 |
| 4  | Kirk Muller          | 28 novembre 2011 | 5 mai 2014       | 187              | 80               | 80               | -                | 27               | 187              | 50,0             | -                    | -                    | -                    | -                    |                                 |
| 5  | William Peters       | 19 juin 2014     | 20 avril 2018    | 328              | 137              | 138              | -                | 53               | 327              | 49,8             | -                    | -                    | -                    | -                    |                                 |
| 6  | Roderick Brind'Amour | 8 mai 2018       |                  |                  |                  |                  | -                |                  |                  |                  |                      |                      |                      |                      | Trophée Jack-Adams en 2020-2021 |

* Déjà en poste avec les Whalers de Hartford

### Directeurs généraux
| No | Nom              | Engagement    | Départ        | Remarques                                             |
| -- | ---------------- | ------------- | ------------- | ----------------------------------------------------- |
| 1  | James Rutherford | 28 juin 1994* | 28 avril 2014 | Finale de la Coupe Stanley 2002 et Coupe Stanley 2006 |
| 2  | Ronald Francis   | 28 avril 2014 | 7 mars 2018   |                                                       |
| 3  | Donald Waddell   | 8 mai 2018    | 24 mai 2024   |                                                       |
| 4  | Eric Tulsky (en) | 24 mai 2024   |               |                                                       |

* Déjà en poste avec les Whalers de Hartford